# (884) Priamus
(884) Priamus – planetoida z grupy Trojańczyków Jowisza.

## Odkrycie
Planetoida ta została odkryta 22 września 1917 roku w Landessternwarte Heidelberg-Königstuhl w Heidelbergu przez niemieckiego astronoma Maxa Wolfa. Nazwa pochodzi od króla trojańskiego Priama z Iliady Homera. Przed nadaniem nazwy planetoida nosiła oznaczenie tymczasowe (884) 1917 CQ.

## Orbita
Jest to obiekt obiegający Słońce w odległości ponad 5,16 au w czasie 11 lat i 268 dni. Jako planetoida trojańska znajduje się w punkcie równowagi Lagrange’a L5, podążając w swym ruchu orbitalnym 60° za Jowiszem. Nachylenie płaszczyzny jej orbity do ekliptyki to 8,9°, a mimośród to 0,12.

## Właściwości fizyczne
Asteroida ta ma średnicę ok. 117 km. Jest najprawdopodobniej obiektem o nieregularnym kształcie. Jej jasność absolutna ma wartość 8,81m.